# Kopalnia Wapienia Czatkowice
Kopalnia Wapienia Czatkowice – odkrywkowa kopalnia (kamieniołom) wapieni w Czatkowicach w województwie małopolskim, w powiecie krakowskim, w gminie Krzeszowice. Obecnie jest to część miasta Krzeszowice. Znajduje się na w północnej części Góry Mazurowej na Wyżynie Olkuskiej wchodzącej w skład Wyżyny Krakowsko-Częstochowskiej.
Na okolicznych terenach znajdują się pokłady wapienia dolnokarbońskiego. Rozpoczęli je wydobywać Niemcy w 1943 r. (Koncern I.G. Farbenindustrie AG) dla potrzeb Zakładów Chemicznych w Oświęcimiu. Z wapieni wytwarzano w nich karbid, dalej przetwarzany na acetylen. Po II wojnie światowej wapienie z  kamieniołomu wykorzystywano dla potrzeb przemysłu hutniczego, szklarskiego, chemicznego, cukrowniczego i budownictwa, a z odpadów w cementowniach produkowano klinkier. Obecnie rocznie Kopalnia Wapienia Czatkowice wytwarza ok. 400 tys. ton kruszywa  i około 1,5 mln ton rocznie pozostałego asortymentu wapienia. Do kamieniołomu doprowadzona jest bocznica kolejowa z krzeszowickiej stacji PKP – wybudowana jeszcze przez Niemców w 1944 r. Po roku 1945 kamieniołom przejęło Zjednoczenie Przemysłu Materiałów Budowlanych. W późniejszym okresie jeszcze wielokrotnie zmieniał swoich właścicieli.
W 2008 r. po dwunastoletnim okresie modernizacji zakładu oddano do eksploatacji drugą linię przemiału kamienia wapiennego. Od tego czasu zakład stał się jednym z największych w Polsce producentów produktów mielonych i największym dostawcą sorbentów dla energetyki. Od listopada 2010 roku Kopalnia Wapienia „Czatkowice” Sp. z o.o. należy do Grupy Kapitałowej Tauron Polska Energia.

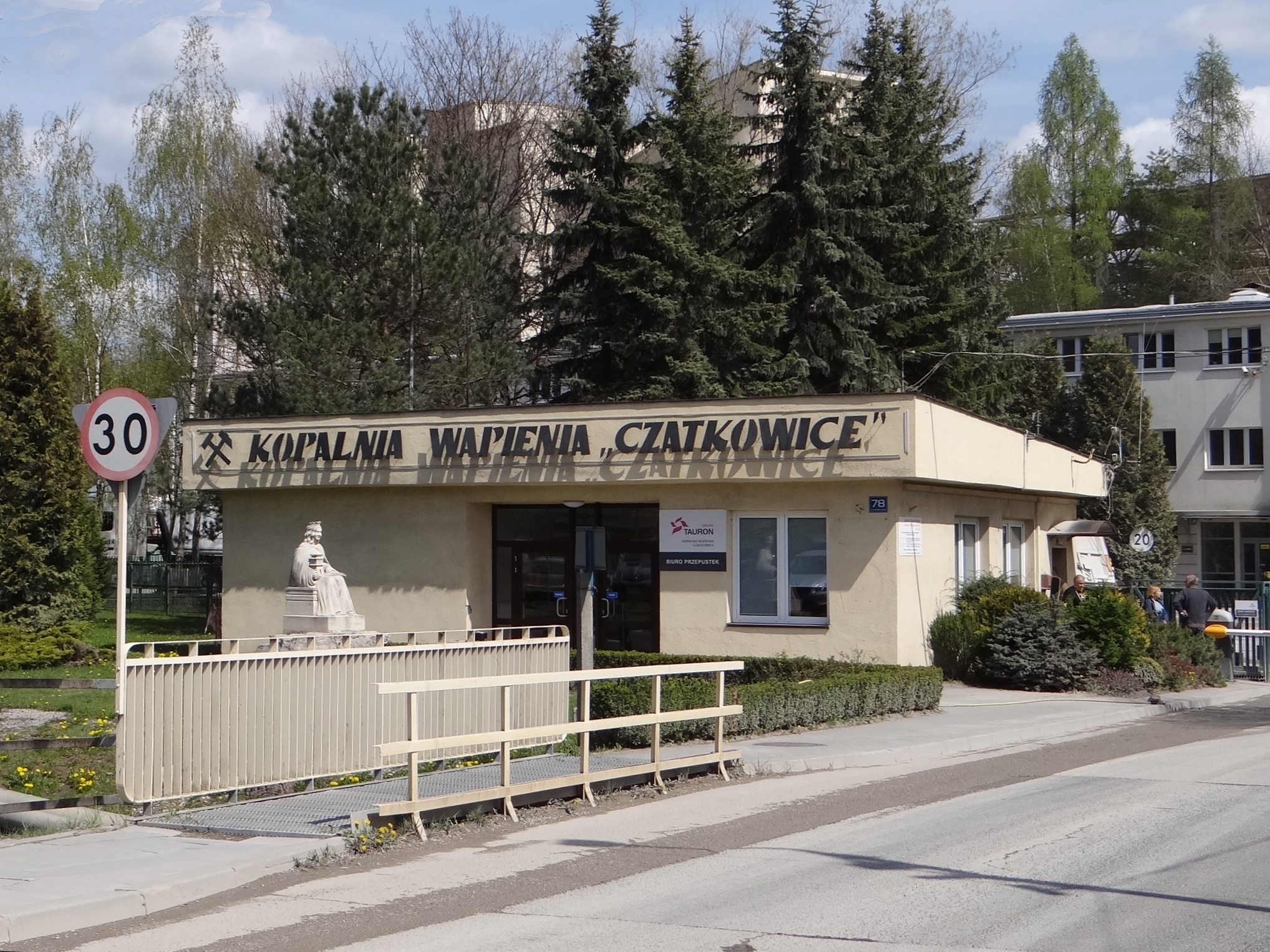
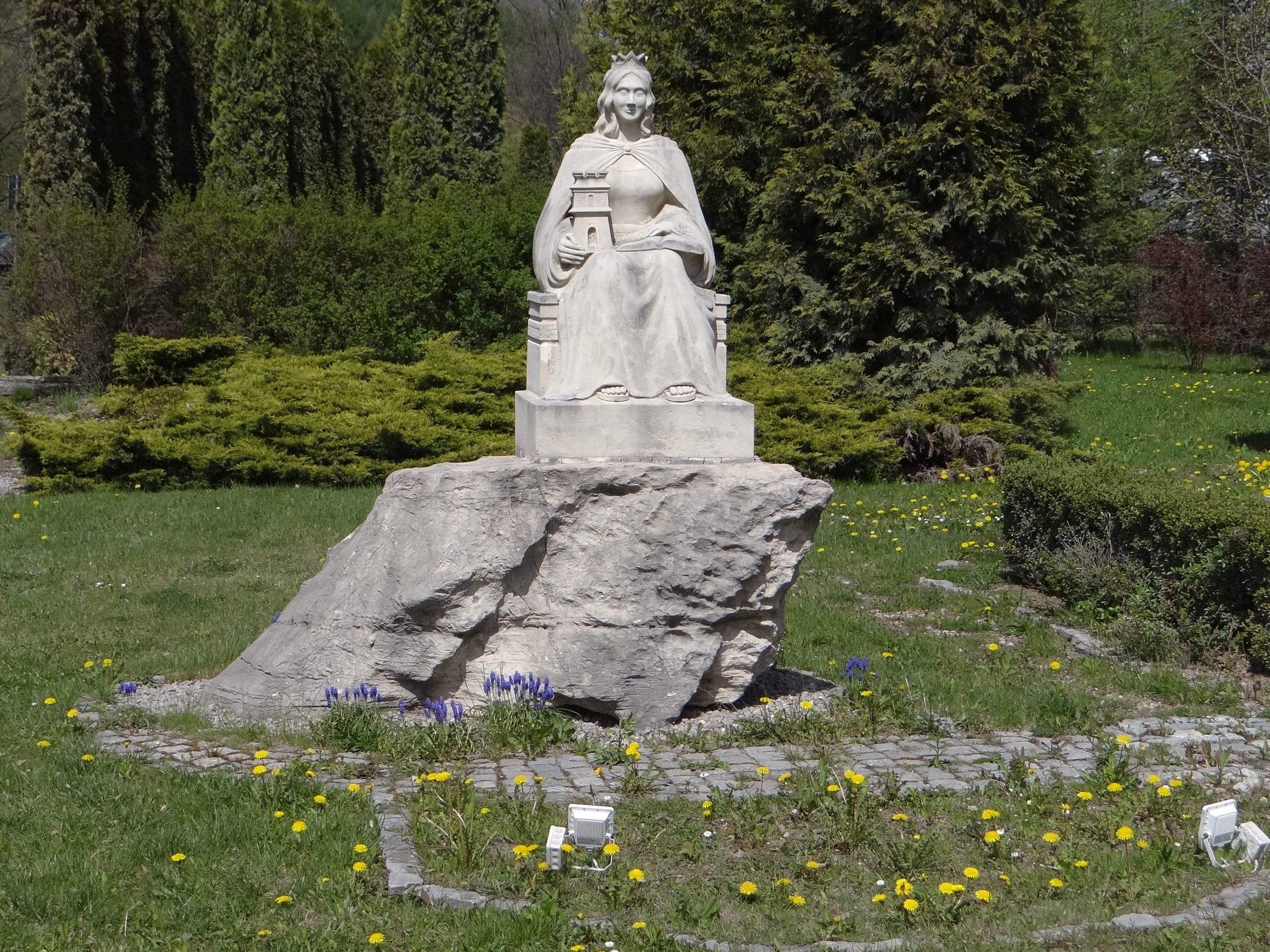
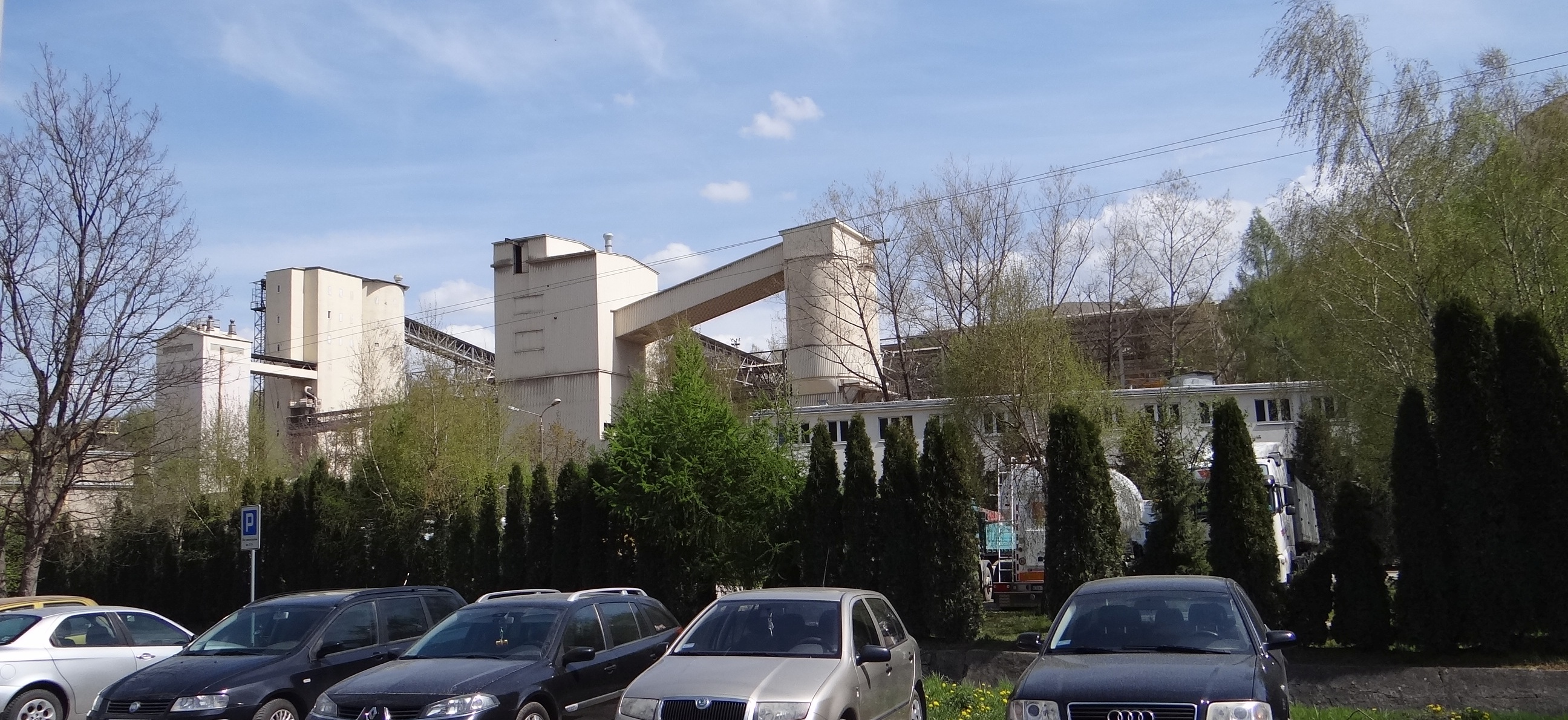
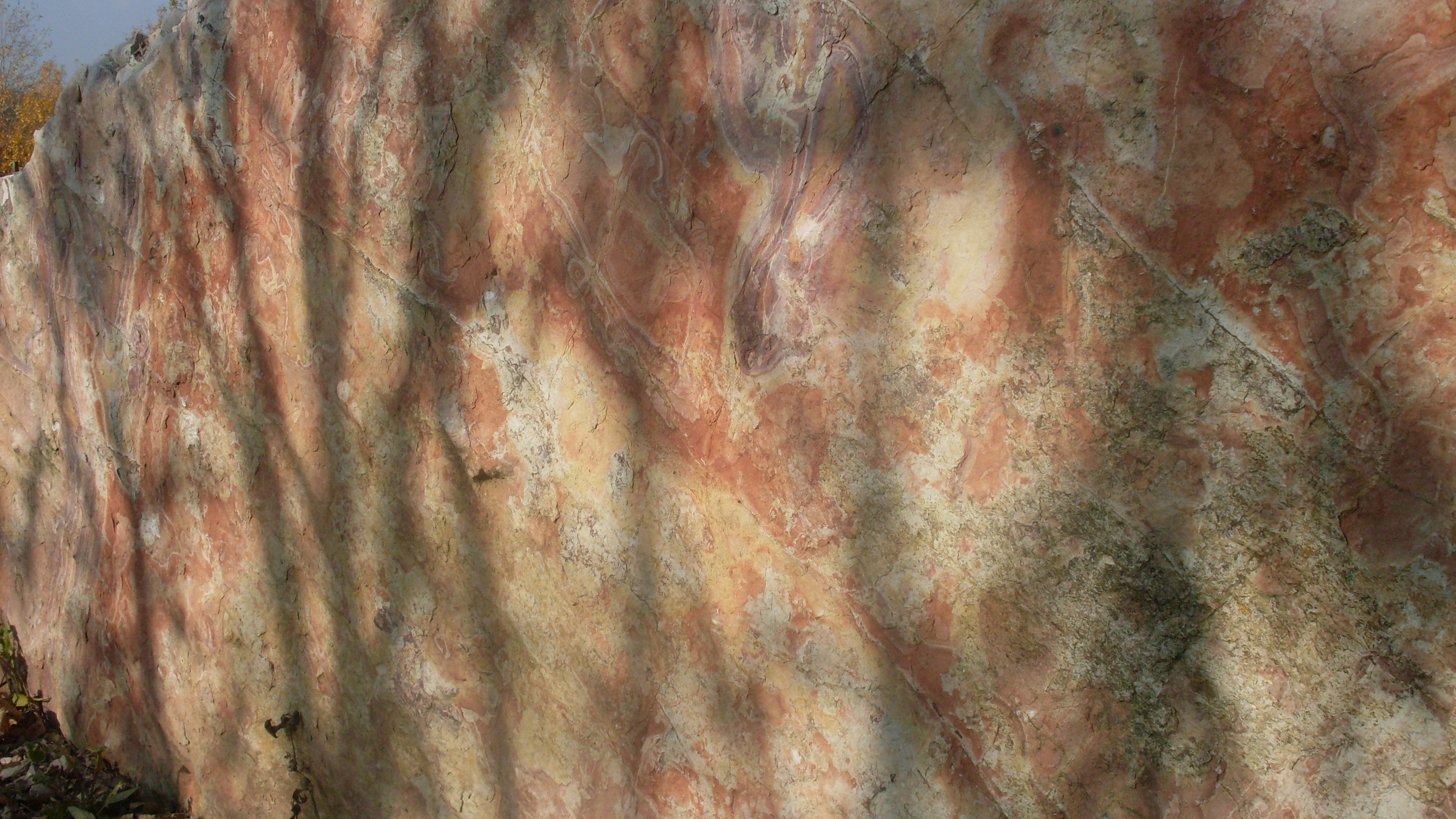

## Produkty
Kopalnia Wapienia Czatkowice wytwarza następujące produkty:
- Produkty mielone:
  - Sorbenty do odsiarczania spalin – Skycal,
  - Produkty do chemii budowlanej – Budocal,
  - Produkty do produkcji betonu – Betoncal,
  - Produkty do mas bitumicznych – Bitumcal,
  - Kreda pastewna – Animacal,
  - Środek wapnujący – Gruntcal,
  - Wypełniacze – Technocal,
  - Pył przeciwwybuchowy,
- Kruszywa łamane: grysy, mieszanka 0 – 4 mm, 0-31,5 mm, 0–63 mm, tłuczeń drogowy,
- Kamień wapienny[3]